# Porcellidium rufolineatus
Porcellidium rufolineatus is een eenoogkreeftjessoort uit de familie van de Porcellidiidae. De wetenschappelijke naam van de soort is voor het eerst geldig gepubliceerd in 1994 door Harris V.A.P. & Robertson H.M..